# Leon Bochenek
Leon Bochenek (ur. 16 kwietnia 1801 w Krakowie, zm. 20 lipca 1886 tamże) – bankier krakowski, kupiec oraz powstaniec listopadowy. Ojciec Mieczysława Bochenka.
Podczas powstania listopadowego w latach 1830–1831 organizował przemyt broni dla powstańców. W czasie Wiosny Ludów w 1848 roku był także członkiem krakowskiego Komitetu Narodowego. W tym samym roku został wybrany na radnego Krakowa.